# Férfi kosárlabdatorna a 2015. évi nyári európai ifjúsági olimpiai fesztiválon
A 2015. évi nyári európai ifjúsági olimpiai fesztiválon a férfi kosárlabda mérkőzéseket július 27. és augusztus 1. között rendezték Tbilisziben.

## Érmesek
| A 2015. évi nyári európai ifjúsági olimpiai fesztivál érmesei férfi kosárlabdában | A 2015. évi nyári európai ifjúsági olimpiai fesztivál érmesei férfi kosárlabdában | A 2015. évi nyári európai ifjúsági olimpiai fesztivál érmesei férfi kosárlabdában | A 2015. évi nyári európai ifjúsági olimpiai fesztivál érmesei férfi kosárlabdában |
| --- | --- | --- | --------------------------------------------------------------------------------- |
| Arany | Ezüst | Bronz |                                                                                   |
| Bosznia-Hercegovina · Adi Alikadic · Lazar Mutic · Aljosa Jankovic · Srdan Kocic · Njegos Sikiras · Emir Cerkezovic · Sani Campara · Musa Dzanan · Timur Ovcina · Vedran Mirkovic · Nikola Dakovic · Sani Kampara · Amar Barukcija | Spanyolország · Luis Eugenio Garcia · Miguel Gonzalez · Alejandro Galan · Raimon Carrasco · Josep Puerto · German Kasanzi · Unai Mendicote · Lang-Acoydan McCarthy · Osas Ehigitor · Sergi Martinez · Francisco Salvador · Ignacio Rosa | Németország · Badu Buck · Thorben Doding · Jasper Gunther · Nelson Weidemann · Philipp Hadenfeldt · Arne Wendler · Nicolas Wolf · Isaac Bonga · Mateo Seric · Vladimir Pinchuk · Hendrik Drescher · Luis Zerban |                                                                                   |

## Csoportkör

### A csoport
| Csapat              | M | Gy | V | P+  | P–  | Pk  | P |
| ------------------- | - | -- | - | --- | --- | --- | - |
| Bosznia-Hercegovina | 3 | 3  | 0 | 234 | 186 | +48 | 6 |
| Lettország          | 3 | 2  | 1 | 211 | 178 | +33 | 5 |
| Grúzia              | 3 | 1  | 2 | 212 | 197 | +15 | 4 |
| Törökország         | 3 | 0  | 3 | 143 | 239 | -96 | 3 |

| július 27. 16:15 | Grúzia                                  | 89–50 | Törökország | Tbiliszi Játékvezetők: DEMENKOV I. (RUS) |
| július 27. 16:15 | (20-11, 11-16, 26-14, 32-9) Jegyzőkönyv |       |             | Tbiliszi Játékvezetők: DEMENKOV I. (RUS) |

| július 27. 20:45 | Lettország                              | 61–87 | Bosznia-Hercegovina | Tbiliszi Játékvezetők: PAULIK R. (CZE) |
| július 27. 20:45 | (12-29, 17-19, 23-15, 9-24) Jegyzőkönyv |       |                     | Tbiliszi Játékvezetők: PAULIK R. (CZE) |

| július 28. 14:00 | Grúzia                                   | 74–81 | Bosznia-Hercegovina | Tbiliszi Játékvezetők: DEMENKOV I. (RUS) |
| július 28. 14:00 | (27-21, 12-24, 14-15, 21-21) Jegyzőkönyv |       |                     | Tbiliszi Játékvezetők: DEMENKOV I. (RUS) |

| július 28. 20:45 | Törökország                            | 42–84 | Lettország | Tbiliszi Játékvezetők: PAULIK R. (CZE) |
| július 28. 20:45 | (8-18, 13-19, 5-25, 16-22) Jegyzőkönyv |       |            | Tbiliszi Játékvezetők: PAULIK R. (CZE) |

| július 29. 18:30 | Bosznia-Hercegovina                     | 66–51 | Törökország | Tbiliszi Játékvezetők: DEMENKOV I. (RUS) |
| július 29. 18:30 | (23-13, 17-12, 16-4, 10-22) Jegyzőkönyv |       |             | Tbiliszi Játékvezetők: DEMENKOV I. (RUS) |

| július 29. 20:45 | Lettország                              | 66–49 | Grúzia | Tbiliszi Játékvezetők: ROSSI M. (ITA) |
| július 29. 20:45 | (14-18, 25-11, 13-8, 14-12) Jegyzőkönyv |       |        | Tbiliszi Játékvezetők: ROSSI M. (ITA) |

### B csoport
| Csapat        | M | Gy | V | P+  | P–  | Pk  | P |
| ------------- | - | -- | - | --- | --- | --- | - |
| Spanyolország | 3 | 3  | 0 | 235 | 154 | +81 | 6 |
| Németország   | 3 | 2  | 1 | 193 | 174 | +19 | 5 |
| Szerbia       | 3 | 1  | 2 | 160 | 185 | -25 | 4 |
| Olaszország   | 3 | 0  | 3 | 163 | 238 | -75 | 3 |

| július 27. 14:00 | Olaszország                             | 62–80 | Szerbia | Tbiliszi Játékvezetők: ZURAPOVIC A. (BIH) |
| július 27. 14:00 | (16–17, 15-17, 22-29, 9-17) Jegyzőkönyv |       |         | Tbiliszi Játékvezetők: ZURAPOVIC A. (BIH) |

| július 27. 18:30 | Spanyolország                            | 78–69 | Németország | Tbiliszi Játékvezetők: BERISHVILI I. (GEO) |
| július 27. 18:30 | (18–19, 22-21, 14-15, 24-14) Jegyzőkönyv |       |             | Tbiliszi Játékvezetők: BERISHVILI I. (GEO) |

| július 28. 16:15 | Szerbia                                | 34–65 | Spanyolország | Tbiliszi Játékvezetők: KARTAL E. (TUR) |
| július 28. 16:15 | (6-15, 12-21, 4-15, 12-14) Jegyzőkönyv |       |               | Tbiliszi Játékvezetők: KARTAL E. (TUR) |

| július 28. 18:30 | Németország                             | 66–50 | Olaszország | Tbiliszi Játékvezetők: ZURAPOVIC A. (BIH) |
| július 28. 18:30 | (21-12, 21-6, 11-20, 13-12) Jegyzőkönyv |       |             | Tbiliszi Játékvezetők: ZURAPOVIC A. (BIH) |

| július 29. 14:00 | Spanyolország                           | 92–51 | Olaszország | Tbiliszi Játékvezetők: KARTAL E. (TUR) |
| július 29. 14:00 | (26-13, 24-15, 24-16, 18-7) Jegyzőkönyv |       |             | Tbiliszi Játékvezetők: KARTAL E. (TUR) |

| július 29. 16:15 | Németország                           | 58–46 | Szerbia | Tbiliszi Játékvezetők: ZURAPOVIC A. (BIH) |
| július 29. 16:15 | (9-18, 19-8, 13-4, 17-16) Jegyzőkönyv |       |         | Tbiliszi Játékvezetők: ZURAPOVIC A. (BIH) |

## Az 5–8. helyért
| július 31. 14:00 | Grúzia                                  | 58–66 | Olaszország | Tbiliszi Játékvezetők: SALINS G. (LAT) |
| július 31. 14:00 | (18-12, 15-17, 9-16, 16-21) Jegyzőkönyv |       |             | Tbiliszi Játékvezetők: SALINS G. (LAT) |

| július 31. 16:15 | Törökország                            | 47–62 | Szerbia | Tbiliszi Játékvezetők: MACHAIDZE Z. (GEO) |
| július 31. 16:15 | (17-21, 4-20, 11-14, 15-7) Jegyzőkönyv |       |         | Tbiliszi Játékvezetők: MACHAIDZE Z. (GEO) |

### A 7. helyért
| augusztus 1. 09:30 | Grúzia                                   | 63– 71 | Törökország | Tbiliszi Játékvezetők: KOZLOVSKIS M. (LAT) |
| augusztus 1. 09:30 | (16-20, 13-15, 16-14, 18-22) Jegyzőkönyv |        |             | Tbiliszi Játékvezetők: KOZLOVSKIS M. (LAT) |

### Az 5. helyért
| augusztus 1. 11:45 | Olaszország                              | 52–57 | Szerbia | Tbiliszi Játékvezetők: ZURAPOVIC A. (BIH) |
| augusztus 1. 11:45 | (12-17, 14-14, 11-12, 15-14) Jegyzőkönyv |       |         | Tbiliszi Játékvezetők: ZURAPOVIC A. (BIH) |

## Elődöntők
| július 31. 18:30 | Bosznia-Hercegovina                      | 80–70 | Németország | Tbiliszi Játékvezetők: KOZLOVSKIS M. (LAT) |
| július 31. 18:30 | (28-18, 15-15, 23-17, 14-20) Jegyzőkönyv |       |             | Tbiliszi Játékvezetők: KOZLOVSKIS M. (LAT) |

| július 31. 20:45 | Spanyolország                            | 83–71 | Lettország | Tbiliszi Játékvezetők: ZURAPOVIC A. (BIH) |
| július 31. 20:45 | (19-25, 19-12, 24-18, 21-16) Jegyzőkönyv |       |            | Tbiliszi Játékvezetők: ZURAPOVIC A. (BIH) |

## Bronzmérkőzés
| augusztus 1. 14:00 | Németország                            | 64–53 | Lettország | Tbiliszi Játékvezetők: PAULIK R. (CZE) |
| augusztus 1. 14:00 | (18-9, 12-24, 12-8, 22-12) Jegyzőkönyv |       |            | Tbiliszi Játékvezetők: PAULIK R. (CZE) |

## Döntő
| augusztus 1. 16:15 | Bosznia-Hercegovina                      | 89–79 | Spanyolország | Tbiliszi Játékvezetők: BERISHVILI I. (GEO) |
| augusztus 1. 16:15 | (21-21, 29-18, 25-22, 14-18) Jegyzőkönyv |       |               | Tbiliszi Játékvezetők: BERISHVILI I. (GEO) |

## Végeredmény
| Helyezés | Csapat              | M | Gy | V | P+  | P–  | Pk   | P  |  |
| -------- | ------------------- | - | -- | - | --- | --- | ---- | -- |  |
| Arany    | Bosznia-Hercegovina | 5 | 5  | 0 | 403 | 335 | +68  | 10 |  |
| Ezüst    | Spanyolország       | 5 | 4  | 1 | 397 | 314 | +83  | 9  |  |
| Bronz    | Németország         | 5 | 3  | 2 | 327 | 307 | +20  | 8  |  |
| 4.       | Lettország          | 5 | 2  | 3 | 335 | 325 | +10  | 7  |  |
|          |                     |   |    |   |     |     |      |    |  |
| 5.       | Szerbia             | 5 | 3  | 2 | 279 | 284 | -5   | 8  |  |
| 6.       | Olaszország         | 5 | 1  | 4 | 281 | 353 | -72  | 6  |  |
| 7.       | Törökország         | 5 | 1  | 4 | 261 | 364 | -103 | 6  |  |
| 8.       | Grúzia              | 5 | 1  | 4 | 333 | 334 | -1   | 6  |  |